# Live! (альбом The Police)
Live! — концертный альбом британской группы The Police, выпущенный в 1995 году. Первый диск содержит практически полную запись концерта 27 ноября 1979 года в Orpheum Theatre в Бостоне, штат Массачусетс. Второй диск содержит отрывки из двух концертов 2 и 3 ноября 1983 года в The Omni в Атланте, штат Джорджия, прошедших в ходе тура в поддержку альбома Synchronicity. Эти концерты также были показаны в выпущенном в 1984 году на VHS Synchronicity Concert, перевыпущенном на DVD в 2005 году. Отредактированная версия «Can’t Stand Losing You» с первого диска была выпущена в качестве сингла и достигла 27-го места в британских чартах, а сам альбом поднялся до 25-го.

## Список композиций
Слова и музыка всех песен — написаны Стингом, за исключением отмеченных.
| №   | Название                                    | Автор(ы)                             | Длительность |
| --- | ------------------------------------------- | ------------------------------------ | ------------ |
| 1.  | «Next to You»                               |                                      | 2:58         |
| 2.  | «So Lonely»                                 |                                      | 7:33         |
| 3.  | «Truth Hits Everybody»                      |                                      | 2:33         |
| 4.  | «Walking on the Moon»                       |                                      | 4:59         |
| 5.  | «Hole in My Life»                           |                                      | 4:08         |
| 6.  | «Fall Out»                                  | Стюарт Коупленд                      | 2:46         |
| 7.  | «Bring on the Night»                        |                                      | 5:16         |
| 8.  | «Message in a Bottle»                       |                                      | 4:27         |
| 9.  | «The Bed’s Too Big Without You»             |                                      | 8:52         |
| 10. | «Peanuts»                                   | Стинг, Стюарт Коупленд               | 3:08         |
| 11. | «Roxanne»                                   |                                      | 4:42         |
| 12. | «Can’t Stand Losing You»/«Regatta de Blanc» | Стюарт Коупленд, Стинг, Энди Саммерс | 7:54         |
| 13. | «Landlord»                                  | Стинг, Стюарт Коупленд               | 2:27         |
| 14. | «Born in the 50’s»                          |                                      | 4:18         |
| 15. | «Be My Girl — Sally»/«Next to You»          | Стинг, Энди Саммерс                  | 4:51         |

| №   | Название                                    | Автор(ы)                             | Длительность |
| --- | ------------------------------------------- | ------------------------------------ | ------------ |
| 1.  | «Synchronicity I»                           |                                      | 2:53         |
| 2.  | «Synchronicity II»                          |                                      | 4:44         |
| 3.  | «Walking in Your Footsteps»                 |                                      | 4:55         |
| 4.  | «Message in a Bottle»                       |                                      | 4:35         |
| 5.  | «O My God»                                  |                                      | 3:36         |
| 6.  | «De Do Do Do, De Da Da Da»                  |                                      | 4:32         |
| 7.  | «Wrapped Around Your Finger»                |                                      | 5:21         |
| 8.  | «Tea in the Sahara»                         |                                      | 4:52         |
| 9.  | «Spirits in the Material World»             |                                      | 2:57         |
| 10. | «King of Pain»                              |                                      | 5:53         |
| 11. | «Don’t Stand So Close to Me»                |                                      | 3:46         |
| 12. | «Every Breath You Take»                     |                                      | 4:37         |
| 13. | «Roxanne»                                   |                                      | 6:10         |
| 14. | «Can’t Stand Losing You»/«Regatta de Blanc» | Стюарт Коупленд, Стинг, Энди Саммерс | 6:48         |
| 15. | «So Lonely»                                 |                                      | 7:26         |

## Участники записи
Список составлен по сведениям базы данных Discogs.

| The Police: - Энди Саммерс — гитара, бас-педали, бэк-вокал, художественная декламация на «Be My Girl — Sally», клавишные - Стинг — бас-гитара, вокал, бас-педали - Стюарт Коупленд — барабаны, перкуссия, ксилофон, бэк-вокал Дополнительные музыканты (только 2-й диск): - Мишель Кобб — бэк-вокал - Долетт Макдональд — бэк-вокал - Тесса Найлз — бэк-вокал | Технический персонал: - Энди Саммерс — продюсер - The Police и Майлз Коупленд III — исполнительные продюсеры - Эдди Оффорд — звукоинженер (диск 2: песни 1−15) - Вольфганг Амадей — инженер сведе́ния (диск 2: песни 1−7, 9−15) - Эдди Кинг — инженер сведе́ния (диск 2: песня 8) - Июн Муракава — ассистент звукоинженера (диск 2: песня 8) - Пит Смит — звукоинженер исходного микса (диск 2: песни 1−15) - Крис Стоун — ассистент звукоинженера исходного микса (диск 2: песни 1−15) - Тим Саммерхейс — ассистент звукоинженера исходного микса (диск 2: песни 1−15) - Дэйв Коллинз — мастеринг-инженер - Патрисия Салливан — ассистент мастеринг-инженера - Норман Мур — арт-директор, дизайнер - Линн Голдсмит — фотограф - Джилл Фурмановски — фотограф |

## Позиции в хит-парадах и сертификации
| Год  | Хит-парад                              | Высшая позиция | Пребывание |
| ---- | -------------------------------------- | -------------- | ---------- |
| 1995 | Австралия (ARIA Charts)                | 100            | нет данных |
| 1995 | Бельгия/Валлония (Ultratop)            | 25             | 2 недели   |
| 1995 | Бельгия/Фландрия (Ultratop)            | 41             | 2 недели   |
| 1995 | Великобритания (Physical Albums Chart) | 25             | 3 недели   |
| 1995 | Великобритания (UK Albums Chart)       | 25             | 3 недели   |
| 1995 | Германия (Offizielle Top 100)          | 43             | 8 недель   |
| 1995 | Канада (RPM Albums Chart)              | 57             | 8 недель   |
| 1995 | Нидерланды (Album Top 100)             | 17             | 12 недель  |
| 1995 | Новая Зеландия (RMNZ)                  | 36             | 4 недели   |
| 1995 | США (Billboard 200)                    | 86             | 5 недель   |
| 1995 | Шотландия (Scottish Albums Chart)      | 39             | 3 недели   |

| Регион                                                      | Сертификация | Продажи    |
| ----------------------------------------------------------- | ------------ | ---------- |
| Испания (PROMUSICAE)                                        | Золотой      | 50 000^    |
| США (RIAA)                                                  | Платиновый   | 1 000 000^ |
| ^ Данные о тиражах приведены только на основе сертификации. |              |            |